# Ivan Van Mossevelde
Ivan Van Mossevelde, né en 1940 à Wachtebeke, est un architecte belge, s'apparentant au mouvement moderne. 
Sa production architecturale comprend la conception de bâtiments et maisons modernistes et la restauration du village historique de Labro en Italie, en 1968. La clé de la conception de ce projet était de rendre le village accessible à la circulation. Depuis le milieu des années 1980, il part vivre en Italie où il réalise de nombreux projets. Il ouvre un cabinet d’architecture à Sammezzano. Actuellement[évasif], il vit et travaille avec sa femme et proche associée Anne dans la campagne de Rieti en Italie.

## Biographie
Il est le fils de Gerard Van Mossevelde et Hilda Coppens. Son père a été successivement professeur à Sint-Amandus, Sint-Lucas et Sint-Antonius instituut à Gand. En 1956, il entreprend une formation d’architecte à Sint Lucas à Gand. 
Il se fait remarquer dans un premier temps par la conception en 1968 d'une maison à Wetteren. La même année il érige le nouveau siège de la Ligue Royale Vélocipédique Belge à Bruxelles en collaboration avec l'architecte Paul Nelis. Au même moment, son oncle Albert Van Mossevelde est le président de la fédération de la Ligue Royale Vélocipédique Belge. Leur collaboration est très courte et peu documentée. On peut citer[style à revoir] deux autres projets fruits de leur collaboration à Saint-Denis-Westrem : une villa pour M. Van Driessche, ancien professeur d'architecture à Sint Lucas à Gand, et une villa physiothérapie. Leur collaboration prend fin au début des années 1970.
Il utilise au cours de ces projets les techniques emblématiques du mouvement moderne, avec le béton, la construction en acier comme le démontre le bureau de BatiboIvestments à Drongen. Dans les années 1980, il réalise des projets sous l'influence du post-modernisme tel qu'une maison à Waasmunster et une autre à Lovendegem. À la fin des années 1990, il est responsable de la conception de la maison communale de Sint-Martens-Latem qui prend en compte le contexte paysagé. Le bâtiment est composé d'éléments post-modernes qui font référence à l'Église adjacente de 1771 de style néo-gothique.

## Réalisations modernes
- 1968 : Maison moderne à Wetteren
- 1968 : Plan de restauration du village de Labro (Italie)
- 1969 : siège de la Ligue Royale Vélocipédique Belge à Bruxelles (Belgique), en collaboration avec Paul Nelis
- 1970 : Maison privé de M. Van Driessche à Sint Denijs Westrem (Belgique), en collaboration avec Paul Nelis
- 1970 : Villa pour la physiothérapie à Sint Denijs Westrem (Belgique), en collaboration avec Paul Nelis
- 1972 : Maison privée en béton armé à Deurle (Belgique) commandée par Dr Roger Matthys e Hilda Colle. La maison a été conçue pour contenir leur collection massive d'art moderne.
- 1973 : Cabinet médical à Gand (Belgique)
- 1973 : Maison à Merelbeke (Belgique)
- 1974 : Filature de coton de Courtrai à Harelbeke (Belgique)
- 1975 : Construit une maison privée à Kwakstraat Sint Martens Latem (Belgique)
- 1976 : Maison de Van Hooland à Sint-Martens-Latem (Belgique)
- 1977 : Villa M à Sint-Martens-Latem (Belgique)
- 1977 : Vignoble, lotissement de logements sociaux à Sint-Martens-Latem (Belgique)
- 1977 : Bureau Batibo Investments à Drongen (Belgique)
- 1984 : Maison Rombaut à Lovendegem (Belgique)
- 1999 : Mairie de Sint-Martens-Latem (Belgique)
- 2005 : Immeuble de bureaux de superstructure Floralis à Sint-Denijs-Westrem (Belgique)